# Tyias Browning
Tyias Browning aussi connu sous le nom de Jiang Guangtai (chinois: 蒋光太; pinyin: Jiǎng Guāngtài), né le 27 mai 1994 à Liverpool (Angleterre), est un footballeur international chinois qui évolue au poste de défenseur à Shanghai Port.
Il possède également la nationalité britannique.

## Biographie

### En club
Formé à l'Everton FC, Tyias Browning est prêté pour un mois à Wigan Athletic en janvier 2014. Il dispute sa première rencontre avec les Latics contre Bournemouth le 11 janvier 2014.
De retour à Everton, le jeune défenseur prend part à sa première rencontre avec les Toffees à l'occasion d'un derby du Merseyside contre le Liverpool FC (1-1) le 27 septembre de la même année. Le 11 décembre 2014, Browning est titularisé en Ligue Europa face au Kouban Krasnodar (défaite 0-1).
Le 30 janvier 2017, il signe un nouveau contrat de deux ans et demi avec Everton avant d'être prêté dans la foulée à Preston North End jusqu'à la fin de la saison. Il dispute huit matchs de Championship avant de réintégrer l'effectif des Blues l'été suivant.
Le 8 juillet 2017, Tyias Browning est prêté pour une saison au Sunderland AFC, relégué en Championship. Il joue sa première rencontre avec les Black Cats le 4 août suivant face à Derby County (1-1). Il prend part à vingt-neuf matchs toutes compétitions confondues avec Sunderland et retrouve Everton en juin 2018.
Mis à disposition des équipes jeunes d'Everton, Browning n'est présent sur aucune feuille de match de l'équipe première lors de la première moitié de saison 2018-2019. Le 20 février 2019, il quitte Everton pour le club chinois de Guangzhou Evergrande.
En septembre 2019, il acquiert la nationalité chinoise et est par la même occasion rebaptisé Jiang Guangtai.

## Statistiques
| Saison                | Club                     | Championnat           | Championnat | Championnat | Coupe(s) nationale(s) | Coupe(s) nationale(s) | Compétition(s) continentale(s) | Compétition(s) continentale(s) | Compétition(s) continentale(s) | Total | Total |
| Saison                | Club                     | Division              | M.          | B.          | M.                    | B.                    | Comp.                          | M.                             | B.                             | M.    | B.    |
| 2014-2015             | Everton FC               | Premier League        | 2           | 0           | -                     | -                     | C3                             | 1                              | 0                              | 3     | 0     |
| 2015-2016             | Everton FC               | Premier League        | 5           | 0           | 1                     | 0                     | -                              | -                              | -                              | 6     | 0     |
| 2018-2019             | Everton FC               | Premier League        | -           | -           | -                     | -                     | -                              | -                              | -                              | 0     | 0     |
| Sous-total            | Sous-total               | Sous-total            | 7           | 0           | 1                     | 0                     | -                              | 1                              | 0                              | 9     | 0     |
| 2013-2014             | Wigan Athletic (prêt)    | Championship          | 2           | 0           | -                     | -                     | -                              | -                              | -                              | 2     | 0     |
| 2016-2017             | Preston North End (prêt) | Championship          | 8           | 0           | -                     | -                     | -                              | -                              | -                              | 8     | 0     |
| 2017-2018             | Sunderland AFC (prêt)    | Championship          | 27          | 0           | 2                     | 0                     | -                              | -                              | -                              | 29    | 0     |
| Sous-total            | Sous-total               | Sous-total            | 37          | 0           | 2                     | 0                     | -                              | -                              | -                              | 39    | 0     |
| 2019                  | Guangzhou Evergrande     | Chinese Super League  | 4           | 0           | 1                     | 0                     | LCA                            | 8                              | 0                              | 13    | 0     |
| 2020                  | Guangzhou Evergrande     | Chinese Super League  | 17          | 0           | -                     | -                     | LCA                            | 4                              | 0                              | 21    | 0     |
| 2021                  | Guangzhou Evergrande     | Chinese Super League  | 19          | 0           | -                     | -                     | -                              | -                              | -                              | 19    | 0     |
| 2022                  | Guangzhou Evergrande     | Chinese Super League  | 8           | 0           | -                     | -                     | -                              | -                              | -                              | 8     | 0     |
| Sous-total            | Sous-total               | Sous-total            | 48          | 0           | 1                     | 0                     | -                              | 12                             | 0                              | 61    | 0     |
| 2022                  | Shanghai Port            | Chinese Super League  | 15          | 2           | 2                     | 0                     | -                              | -                              | -                              | 17    | 2     |
| 2023                  | Shanghai Port            | Chinese Super League  | 24          | 1           | 1                     | 0                     | LCA                            | 1                              | 0                              | 26    | 1     |
| 2024                  | Shanghai Port            | Chinese Super League  | 28          | 1           | 3                     | 0                     | LCA                            | 3                              | 0                              | 34    | 1     |
| 2025                  | Shanghai Port            | Chinese Super League  | -           | -           | 1                     | 0                     | -                              | -                              | -                              | 1     | 0     |
| Sous-total            | Sous-total               | Sous-total            | 67          | 4           | 7                     | 0                     | -                              | 4                              | 0                              | 78    | 4     |
| Total sur la carrière | Total sur la carrière    | Total sur la carrière | 159         | 4           | 11                    | 0                     | -                              | 17                             | 0                              | 187   | 4     |

## Palmarès

### En club
- Guangzhou Evergrande
  - Champion de Chine en 2019.

- Shanghai Port
  - Champion de Chine en 2023 et 2024.
  - Vainqueur de la Coupe de Chine en 2024.